# Neonauclea anthraciticus
Neonauclea anthraciticus är en måreväxtart som beskrevs av Colin Ernest Ridsdale. Neonauclea anthraciticus ingår i släktet Neonauclea och familjen måreväxter. Inga underarter finns listade i Catalogue of Life.